# تونس في بطولة العالم للألعاب المائية 2013
شاركت تونس في بطولة العالم للألعاب المائية 2013 في برشلونة بإسبانيا في الفترة من 20 يوليو إلى 4 أغسطس.

## الحاصلون على الميداليات
| ميدالية | اسم           | رياضة                      | حدث         | تاريخ    |
| ------- | ------------- | -------------------------- | ----------- | -------- |
| ذهبية   | أسامة الملولي | السباحة في المياه المفتوحة | 5 كلم رجال  | 20 يوليو |
| برونزية | أسامة الملولي | السباحة في المياه المفتوحة | 10 كلم رجال | 22 يوليو |

## سباحة
| بدر شبشوب                                | السباحة في المياه المفتوحة 5 كلم رجال | 5:33:07.2 | 31     |
| أسامة الملولي                            | السباحة في المياه المفتوحة 5 كلم رجال | 53:30.4   | الأول  |
| أسامة الملولي                            | السباحة في المياه المفتوحة 5 كلم رجال | 1:49:19.2 | الثالث |
| محمد أمين الزغراني                       | السباحة في المياه المفتوحة 5 كلم رجال | 2:03:03.3 | 53     |
| سيف الدين الصغير                         | السباحة في المياه المفتوحة 5 كلم رجال | 57:10.1   | 41     |
| مروة المثلوثي                            | السباحة في المياه المفتوحة 5 كلم نساء | 59:51.8   | 30     |
| سيف الدين الصغير مروة المثلوثي بدر شبشوب | السباحة في المياه المفتوحة فريق مختلط | 59:19.4   | 18     |